# FC Barcelona w sezonie 2020/2021
Sezon 2020/21 to 122. sezon w historii klubu FC Barcelona i 90. z rzędu sezon tego klubu w najwyższej klasie hiszpańskiego futbolu. Obejmuje on okres od 1 września 2020 do 30 czerwca 2021.

## Przebieg sezonu
Przed sezonem 2020/21 FC Barcelona dokonała zmiany trenera. Ze stanowiska zwolniony został Quique Setién a w jego miejsce został zatrudniony były piłkarz klubu Ronald Koeman. Barcelona dokonała także kilku zmian w zespole. W ramach nich do zespołu dołączyli: Francisco Trincão, który przeszedł z SC Bragi za 31 milionów euro, Matheus Fernandes, który odszedł z SE Palmeiras za 7 milionów euro, Pedri, który przeszedł z UD Las Palmas za 5 milionów euro, Miralem Pjanić, który odszedł z Juventusu FC za 60 milionów euro oraz Sergiño Dest, który przeszedł z AFC Ajax za 21 milionów euro. Do klubu z wypożyczenia wrócili Carles Aleñá oraz Philippe Coutinho. Z zespołu rezerw do pierwszego zespołu awansowali: Ansu Fati, Riqui Puig oraz Ronald Araújo. Zespół definitywnie opuścili natomiast: Marc Cucurella, który odszedł do Getafe CF za 10 milionów euro, Arda Turan, który na zasadzie wolnego transferu został piłkarzem Galatasaray SK, Arthur Melo, który za 72 milionów euro przeszedł do Juventusu FC, Carles Pérez, który odszedł do AS Roma za 11 milionów euro, Ivan Rakitić, który za 1,5 miliona euro został ponownie piłkarzem Sevilli FC, Nélson Semedo, który za 30 milionów euro przeszedł do Wolverhampton Wanderers, Luis Suárez, który na zasadzie wolnego transferu odszedł do Atlético Madryt oraz Rafinha, który na za darmo został piłkarzem Paris Saint-Germain. Na roczne wypożyczenia udali się natomiast Moussa Wagué, do PAOK FC oraz Jean-Clair Todibo do SL Benfica.
Sezon rozpoczął się wyjątkowo późno, we wrześniu, ze względu na pandemię COVID-19 i przedłużenie się poprzedniego sezonu. Barcelona przed sezonem rozegrała dwa mecze towarzyskie: z Gimnàstikiem Tarragona oraz Gironą FC (oba mecze wygrane 3:1) oraz tradycyjny mecz o Puchar Gampera. Tym razem w meczu ku czci założyciela klubu Barcelona zmierzyła się z Elche CF i wygrała ten mecz 1:0. 
Sezon ligowy Barcelona rozpoczęła dopiero od 3 kolejki, ze względu, że w sierpniu rozgrywała jeszcze mecze w Lidze Mistrzów i potrzebowała większej przerwy niż inne zespoły. W pierwszym swoim meczu ligowym i zarazem pierwszym meczu oficjalnym w sezonie i pod wodzą trenera Ronalda Koemana Barcelona zmierzyła się z Villarrealem CF i wygrała w tym meczu 4:0. W kolejnym meczu Barcelona pokonała Celtę Vigo 3:0. W kolejnych meczach Barcelona straciła punkty remisując z Sevillą FC 1:1 i przegrywając z Getafe CF 0:1. 24 października 2020 roku, w pierwszym El Clásico w sezonie FC Barcelona przegrała z Realem Madryt 1:3. Przez cały sezon ligowy Barcelona miała problemy ze formą. Zaliczyła kilka serii zwycięstw, jednak często traciła punkty remisując lub przegrywając. 10 kwietnia 2021 roku w drugim derbowym meczu z Realem, Barcelona ponownie przegrała, tym razem 1:2. 16 maja 2021 roku Barca definitywnie straciła szansę na mistrzostwo, po porażce z Celtą Vigo 1:2. W ostatnim meczu ligowym Blaugrana pokonała SD Eibar 1:0, ostatecznie kończąc sezon na 3. miejscu w tabeli. 
W Lidze Mistrzów Barcelona trafiła do grupy G razem z Juventusem FC, Dynamem Kijów oraz Ferencvárosi TC. W pierwszym meczu FC Barcelona pokonała Ferencvárosi TC 5:1. Zespół wyszedł z grupy z drugiego miejsca. W 1/8 finału Barcelona natrafiła na Paris Saint-Germain. W pierwszym meczu francuska drużyna wygrała 4:1, w rewanżu padł remis 1:1 i Barcelona odpadła z rozgrywek. 
W 1/2 finału Superpucharu Hiszpanii Barcelona zmierzyła się z Realem Sociedad. W meczu i po dogrywce padł wynik 1:1, w serii rzutów karnych lepsza okazała się być drużyna z Katalonii i to ona awansowała do finału. W finale Barcelona przegrała 2:3 po dogrywce z Athletikiem Bilbao, tracąc szansę na to trofeum.
W 1/8 finału Pucharu Króla Duma Katalonii natrafiła na Rayo Vallecano. Po zwycięstwie 2:1 Barcelona awansowała do kolejnej rundy. W 1/4 finału Blaugrana zmierzyła się z Granadą CF. Po zaciętym meczu, ostatecznie Barcelona wygrała 5:3 po dogrywce i awansowała do półfinału. W 1/2 finału Barcelona rozegrała dwumecz z Sevillą FC. W pierwszym meczu Sevilla wygrała 2:0, w rewanżu Barcelona zdołała odrobić straty doprowadzając do dogrywki a w niej pokonując rywala i awansując do finału. W finale Barcelona pokonała pewnie Athletic Bilbao 4:0 i po raz 31 w historii, FC Barcelona zdobyła Puchar Króla. 
Ostatecznie FC Barcelona zakończyła sezon z jednym oficjalnym trofeum – Pucharem Króla. W lidze zajęła 3. miejsce, w Superpucharze dotarła do finału, natomiast w Lidze Mistrzów zakończyła udział w 1/8 finału. Najlepszym strzelcem klubu w sezonie został Lionel Messi z 38 bramkami w oficjalnych meczach. Messi został także królem strzelców ligi z 30 trafieniami.

## Skład
| Nr | Poz. | Piłkarz                       |
| -- | ---- | ----------------------------- |
| 1  | BR   | Marc-André ter Stegen         |
| 2  | OB   | Sergiño Dest                  |
| 3  | OB   | Gerard Piqué (3. kapitan)     |
| 4  | OB   | Ronald Araújo                 |
| 5  | PO   | Sergio Busquets (wicekapitan) |
| 7  | NA   | Antoine Griezmann             |
| 8  | PO   | Miralem Pjanić                |
| 9  | NA   | Martin Braithwaite            |
| 10 | NA   | Lionel Messi ()               |
| 11 | NA   | Ousmane Dembélé               |
| 12 | PO   | Riqui Puig                    |
| 13 | BR   | Neto                          |

| Nr | Poz. | Piłkarz                    |
| -- | ---- | -------------------------- |
| 14 | PO   | Philippe Coutinho          |
| 15 | OB   | Clément Lenglet            |
| 16 | PO   | Pedri                      |
| 17 | NA   | Francisco Trincão          |
| 18 | OB   | Jordi Alba                 |
| 19 | OB   | Matheus Fernandes          |
| 20 | OB   | Sergi Roberto (4. kapitan) |
| 21 | PO   | Frenkie de Jong            |
| 22 | NA   | Ansu Fati                  |
| 23 | OB   | Samuel Umtiti              |
| 24 | OB   | Junior Firpo               |

### Zawodnicy powołani ze składu rezerw
| Nr | Poz. | Piłkarz             |
| -- | ---- | ------------------- |
| 26 | BR   | Iñaki Peña          |
| 27 | PO   | Ilaix Moriba        |
| 28 | OB   | Óscar Mingueza      |
| 29 | NA   | Konrad de la Fuente |

| Nr | Poz. | Piłkarz              |
| -- | ---- | -------------------- |
| 30 | PO   | Álex Collado         |
| 32 | OB   | Santiago Ramos Mingo |
| 36 | BR   | Arnau Tenas          |

## Transfery

### Do klubu
| Piłkarz           | Z klubu          | Data transferu      | Kwota transferu        |
| ----------------- | ---------------- | ------------------- | ---------------------- |
| Marc Cucurella    | Getafe CF        | 1 lipca 2020        | koniec wypożyczenia    |
| Jean-Clair Todibo | FC Schalke 04    | 1 lipca 2020        | koniec wypożyczenia    |
| Moussa Wagué      | OGC Nice         | 1 lipca 2020        | koniec wypożyczenia    |
| Rafinha           | Celta Vigo       | 1 sierpnia 2020     | koniec wypożyczenia    |
| Carles Aleñá      | Real Betis       | 1 sierpnia 2020     | koniec wypożyczenia    |
| Francisco Trincão | SC Braga         | 3 sierpnia 2020     | 31 mln €               |
| Matheus Fernandes | SE Palmeiras     | 4 sierpnia 2020     | 7 mln €                |
| Pedri             | UD Las Palmas    | 4 sierpnia 2020     | 5 mln €                |
| Miralem Pjanić    | Juventus FC      | 1 września 2020     | 60 mln €               |
| Philippe Coutinho | Bayern Monachium | 1 września 2020     | koniec wypożyczenia    |
| Carles Pérez      | AS Roma          | 1 września 2020     | koniec wypożyczenia    |
| Ansu Fati         | FC Barcelona B   | 23 września 2020    | awans z drużyny rezerw |
| Sergiño Dest      | AFC Ajax         | 1 października 2020 | 21 mln €               |
| Riqui Puig        | FC Barcelona B   | 5 października 2020 | awans z drużyny rezerw |
| Ronald Araújo     | FC Barcelona B   | 5 października 2020 | awans z drużyny rezerw |

Źródło:

### Z klubu
| Piłkarz           | Do klubu                | Data transferu      | Kwota transferu          |
| ----------------- | ----------------------- | ------------------- | ------------------------ |
| Marc Cucurella    | Getafe CF               | 1 lipca 2020        | 10 mln €                 |
| Arda Turan        | Galatasaray SK          | 1 lipca 2020        | wolny transfer           |
| Arthur Melo       | Juventus FC             | 1 września 2020     | 72 mln €                 |
| Carles Pérez      | AS Roma                 | 1 września 2020     | 11 mln €                 |
| Ivan Rakitić      | Sevilla FC              | 1 września 2020     | 1,5 mln €                |
| Moussa Wagué      | PAOK FC                 | 21 września 2020    | wypożyczenie na sezon    |
| Arturo Vidal      | Inter Mediolan          | 22 września 2020    | wolny transfer           |
| Nélson Semedo     | Wolverhampton Wanderers | 23 września 2020    | 30 mln €                 |
| Luis Suárez       | Atlético Madryt         | 25 września 2020    | wolny transfer           |
| Jean-Clair Todibo | SL Benfica              | 5 października 2020 | wypożyczenie na sezon    |
| Rafinha           | Paris Saint-Germain     | 5 października 2020 | wolny transfer           |
| Carles Aleñá      | Getafe CF               | 6 stycznia 2021     | wypożyczenie na pół roku |

## Sztab szkoleniowy

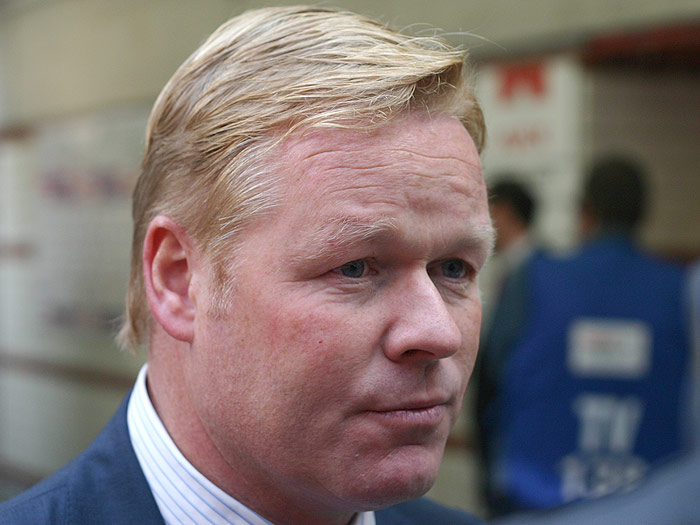
Ronald Koeman, trener klubu w sezonie 2020/21

| Osoba                   | Stanowisko                      |
| ----------------------- | ------------------------------- |
| Ronald Koeman           | Trener                          |
| Alfred Schreuder        | Asystent trenera                |
| Henrik Larsson          | Asystent trenera                |
| Joan Barbarà            | Trener techniczny               |
| Albert Roca             | Trener przygotowania fizycznego |
| Daniel Romero           | Trener przygotowania fizycznego |
| Jaume Bartra            | Trener przygotowania fizycznego |
| Jaume Munill            | Fizjoterapeuta                  |
| Juanjo Brau             | Fizjoterapeuta                  |
| Xavi López              | Fizjoterapeuta                  |
| Xavi Linde              | Fizjoterapeuta                  |
| José Ramón de la Fuente | Trener bramkarzy                |
| Carles Naval            | Delegat                         |

## Mecze
zwycięstwo FC Barcelony
     remis
     zwycięstwo drużyny przeciwnej
| 12 września 2020 | FC Barcelona                                        | 3:1   | Gimnàstic Tarragona |                                                                       |
| 19:00 CET        | Dembélé 6' · Griezmann 17' (k.) · Coutinho 51' (k.) | (2:1) | 31' Bonilla         | Estadi Johan Cruyff, Barcelona Widzów: 0 Sędzia: Albert Ávalos Martos |

| 19 września 2020 | FC Barcelona                  | 3:1   | Girona FC |                                                                       |
| 19:00 CET        | Coutinho 21' · Messi 45', 51' | (2:0) | 46' Sáiz  | Estadi Johan Cruyff, Barcelona Widzów: 0 Sędzia: Albert Catalá Ferrán |

| Trofeu Joan Gamper 19 września 2020 | FC Barcelona | 1:0   | Elche CF |                                                        |
| 19:00 CET                           | Griezmann 2' | (1:0) |          | Camp Nou, Barcelona Widzów: 0 Sędzia: Carlos Calderiña |

| Primera División 327 września 2020 | FC Barcelona                                       | 4:0   | Villarreal CF |                                                                  |
| 21:00 CET                          | Fati 15', 19' · Messi 35' (k.) · Torres 45' (sam.) | (4:0) |               | Camp Nou, Barcelona Widzów: 0 Sędzia: Guillermo Cuadra Fernández |

| Primera División 41 października 2020 | Celta Vigo | 0:3   | FC Barcelona                                |                                                                  |
| 21:30 CET                             |            | (0:1) | 11' Fati · 51' (sam.) Olaza · 90+5' Roberto | Estadio Balaídos, Vigo Widzów: 0 Sędzia: Carlos del Cerro Grande |

| Primera División 54 października 2020 | FC Barcelona | 1:1   | Sevilla FC |                                                         |
| 21:00 CET                             | Coutinho 10' | (1:1) | 8' De Jong | Camp Nou, Barcelona Widzów: 0 Sędzia: Jesús Gil Manzano |

| Primera División 617 października 2020 | Getafe CF     | 1:0   | FC Barcelona |                                                                   |
| 21:00 CET                              | Mata 56' (k.) | (0:0) |              | Coliseum Alfonso Pérez, Getafe Widzów: 0 Sędzia: César Soto Grado |

| Liga Mistrzów 20 października 2020 | FC Barcelona                                                       | 5:1   | Ferencvárosi TC   |                                                      |
| 21:00 CET                          | Messi 27' (k.) · Fati 42' · Coutinho 52' · Pedri 82' · Dembélé 89' | (2:0) | 70' (k.) Charatin | Camp Nou, Barcelona Widzów: 0 Sędzia: Sandro Schärer |

| Primera División 724 października 2020 | FC Barcelona | 1:3   | Real Madryt                               |                                                             |
| 16:00 CET                              | Fati 8'      | (1:1) | 5' Valverde · 63' (k.) Ramos · 90' Modrić | Camp Nou, Barcelona Widzów: 0 Sędzia: Juan Martínez Munuera |

| Liga Mistrzów 28 października 2020 | Juventus | 0:2   | FC Barcelona                   |                                                         |
| 21:00 CET                          |          | (0:1) | 14' Dembélé · 90+1' (k.) Messi | Allianz Stadium, Turyn Widzów: 0 Sędzia: Danny Makkelie |

| Primera División 831 października 2020 | Deportivo Alavés | 1:1   | FC Barcelona  |                                                                                          |
| 21:00 CET                              | Rioja 31'        | (1:0) | 63' Griezmann | Estadio de Mendizorroza, Vitoria-Gasteiz Widzów: 0 Sędzia: Alejandro Hernández Hernández |

| Liga Mistrzów 4 listopada 2020 | FC Barcelona              | 2:1   | Dynamo Kijów |                                                      |
| 21:00 CET                      | Messi 5' (k.) · Piqué 65' | (1:0) | 75' Cyhankow | Camp Nou, Barcelona Widzów: 0 Sędzia: Michael Oliver |

| Primera División 97 listopada 2020 | FC Barcelona                                                  | 5:2   | Real Betis                 |                                                                  |
| 16:15 CET                          | Dembélé 22' · Griezmann 49' · Messi 61' (k.), 82' · Pedri 90' | (1:1) | 45+2' Sanabria · 73' Morón | Camp Nou, Barcelona Widzów: 0 Sędzia: Guillermo Cuadra Fernández |

| Primera División 1021 listopada 2020 | Atlético Madryt | 1:0   | FC Barcelona |                                                                    |
| 21:00 CET                            | Carrasco 45+3'  | (1:0) |              | Wanda Metropolitano, Madryt Widzów: 0 Sędzia: José Munuera Montero |

| Liga Mistrzów 24 listopada 2020 | Dynamo Kijów | 0:4   | FC Barcelona                                           |                                                       |
| 21:00 CET                       |              | (0:0) | 52' Dest · 57', 70' (k.) Braithwaite · 90+2' Griezmann | Stadion Olimpijski, Kijów Widzów: 0 Sędzia: Matej Jug |

| Primera División 1129 listopada 2020 | FC Barcelona                                               | 4:0   | CA Osasuna |                                                           |
| 14:00 CET                            | Braithwaite 29' · Griezmann 42' · Coutinho 57' · Messi 73' | (2:0) |            | Camp Nou, Barcelona Widzów: 0 Sędzia: Antonio Mateu Lahoz |

| Liga Mistrzów 2 grudnia 2020 | Ferencvárosi TC | 0:3   | FC Barcelona                                       |                                                              |
| 21:00 CET                    |                 | (0:3) | 14' Griezmann · 20' Braithwaite · 28' (k.) Dembélé | Groupama Aréna, Budapeszt Widzów: 0 Sędzia: Aleksei Kulbakov |

| Primera División 125 grudnia 2020 | Cádiz CF                 | 2:1   | FC Barcelona      |                                                                      |
| 21:00 CET                         | Giménez 8' · Negredo 63' | (1:0) | 57' (sam.) Alcalá | Estadio Ramón de Carranza, Kadyks Widzów: 0 Sędzia: César Soto Grado |

| Liga Mistrzów 8 grudnia 2020 | FC Barcelona | 0:3   | Juventus                                  |                                                      |
| 21:00 CET                    |              | (0:2) | 13' (k.), 52' (k.) Ronaldo · 20' McKennie | Camp Nou, Barcelona Widzów: 0 Sędzia: Tobias Stieler |

| Primera División 1313 grudnia 2020 | FC Barcelona | 1:0   | Levante UD |                                                                    |
| 21:00 CET                          | Messi 76'    | (0:0) |            | Camp Nou, Barcelona Widzów: 0 Sędzia: Ricardo de Burgos Bengoetxea |

| Primera División 1916 grudnia 2020 | FC Barcelona           | 2:1   | Real Sociedad |                                                             |
| 21:00 CET                          | Alba 31' · De Jong 43' | (2:1) | 27' José      | Camp Nou, Barcelona Widzów: 0 Sędzia: José Sánchez Martínez |

| Primera División 1419 grudnia 2020 | FC Barcelona             | 2:2   | Valencia CF              |                                                                     |
| 16:15 CET                          | Messi 45+4' · Araújo 52' | (1:1) | 29' Diakhaby · 69' Gómez | Camp Nou, Barcelona Widzów: 0 Sędzia: Alejandro Hernández Hernández |

| Primera División 1522 grudnia 2020 | Real Valladolid | 0:3   | FC Barcelona                              |                                                                        |
| 22:00 CET                          |                 | (0:2) | 21' Lenglet · 35' Braithwaite · 65' Messi | Estadio José Zorrilla, Valladolid Widzów: 0 Sędzia: Mario Melero López |

| Primera División 1629 grudnia 2020 | FC Barcelona | 1:1   | SD Eibar |                                                             |
| 19:15 CET                          | Dembélé 67'  | (0:0) | 57' Kike | Camp Nou, Barcelona Widzów: 0 Sędzia: Javier Alberola Rojas |

| Primera División 173 stycznia 2021 | SD Huesca | 0:1   | FC Barcelona |                                                                         |
| 21:00 CET                          |           | (0:1) | 27' De Jong  | Estadio El Alcoraz, Huesca Widzów: 0 Sędzia: Guillermo Cuadra Fernández |

| Primera División 26 stycznia 2021 | Athletic Bilbao           | 2:3   | FC Barcelona               |                                                             |
| 21:00 CET                         | Williams 3' · Muniain 90' | (1:2) | 14' Pedri · 38', 62' Messi | San Mamés, Bilbao Widzów: 0 Sędzia: Carlos del Cerro Grande |

| Primera División 189 stycznia 2021 | Granada CF | 0:4   | FC Barcelona                        |                                                                                    |
| 18:30 CET                          |            | (0:3) | 12', 63' Griezmann · 35', 42' Messi | Estadio Nuevo Los Cármenes, Grenada Widzów: 0 Sędzia: Ricardo de Burgos Bengoetxea |

| Supercopa España 1/2 Finału 13 stycznia 2021 | Real Sociedad                                    | 1:1 (pd.)               | FC Barcelona                                    |                                                                        |
| 21:00 CET                                    | Oyarzabal 51' (k.)                               | (0:1, 1:1, 1:1, k. 2:3) | 39' De Jong                                     | Estadio Nuevo Arcángel, Kordoba Widzów: 0 Sędzia: José Munuera Montero |
| 21:00 CET                                    | · Bautista · Oyarzabal · José · Merino · Januzaj | Rzuty karne             | · De Jong · Dembélé · Pjanić · Griezmann · Puig | Estadio Nuevo Arcángel, Kordoba Widzów: 0 Sędzia: José Munuera Montero |

| Supercopa España Finał 17 stycznia 2021 | FC Barcelona       | 2:3 (pd.)       | Athletic Bilbao                               |                                                                 |
| 21:00 CET                               | Griezmann 40', 77' | (1:1, 2:2, 2:3) | 42' De Marcos · 90' Villalibre · 93' Williams | Estadio La Cartuja, Sewilla Widzów: 0 Sędzia: Jesús Gil Manzano |

| Copa del Rey 1/16 Finału 21 stycznia 2021 | UE Cornellà | 0:2 (pd.)       | FC Barcelona                     |                                                                          |
| 21:00 CET                                 |             | (0:0, 0:0, 0:1) | 92' Dembélé · 120+1' Braithwaite | Camp Municipal, Cornellà de Llobregat Widzów: 0 Sędzia: César Soto Grado |

| Primera División 2024 stycznia 2021 | Elche CF | 0:2   | FC Barcelona           |                                                                                |
| 16:15 CET                           |          | (0:1) | 39' De Jong · 89' Puig | Estadio Manuel Martínez Valero, Elche Widzów: 0 Sędzia: Valentín Pizarro Gómez |

| Copa del Rey 1/8 Finału 27 stycznia 2021 | Rayo Vallecano | 1:2   | FC Barcelona            |                                                                                  |
| 21:00 CET                                | García 63'     | (0:0) | 70' Messi · 80' De Jong | Campo de Fútbol de Vallecas, Madryt Widzów: 0 Sędzia: Guillermo Cuadra Fernández |

| Primera División 2131 stycznia 2021 | FC Barcelona              | 2:1   | Athletic Bilbao |                                                           |
| 21:00 CET                           | Messi 20' · Griezmann 74' | (1:0) | 49' (sam.) Alba | Camp Nou, Barcelona Widzów: 0 Sędzia: Antonio Mateu Lahoz |

| Copa del Rey 1/4 Finału 3 lutego 2021 | Granada CF                                | 3:5 (pd.)       | FC Barcelona                                          |                                                                             |
| 21:00 CET                             | Kenedy 33' · Soldado 47' · Vico 103' (k.) | (1:0, 2:2, 3:3) | 88', 100' Griezmann · 90+2', 113' Alba · 108' De Jong | Estadio Nuevo Los Cármenes, Grenada Widzów: 0 Sędzia: José Sánchez Martínez |

| Primera División 227 lutego 2021 | Real Betis              | 2:3   | FC Barcelona                              |                                                                              |
| 21:00 CET                        | Iglesias 38' · Ruiz 75' | (1:0) | 59' Messi · 68' (sam.) Ruiz · 87' Trincão | Estadio Benito Villamarín, Sewilla Widzów: 0 Sędzia: Carlos del Cerro Grande |

| Copa del Rey 1/2 Finału 10 lutego 2021 | Sevilla FC               | 2:0   | FC Barcelona |                                                                              |
| 21:00 CET                              | Koundé 25' · Rakitić 85' | (1:0) |              | Estadio Ramón Sánchez Pizjuán, Sewilla Widzów: 0 Sędzia: Antonio Mateu Lahoz |

| Primera División 2313 lutego 2021 | FC Barcelona                                    | 5:1   | Deportivo Alavés |                                                              |
| 21:00 CET                         | Trincão 29', 74' · Messi 45+1', 75' · Firpo 80' | (2:0) | 57' Rioja        | Camp Nou, Barcelona Widzów: 0 Sędzia: Jorge Figueroa Vázquez |

| Liga Mistrzów 1/8 Finału 16 lutego 2021 | FC Barcelona   | 1:4   | Paris Saint-Germain             |                                                     |
| 21:00 CET                               | Messi 27' (k.) | (1:1) | 32', 65', 85' Mbappé · 70' Kean | Camp Nou, Barcelona Widzów: 0 Sędzia: Björn Kuipers |

| Primera División 2421 lutego 2021 | FC Barcelona   | 1:1   | Cádiz CF           |                                                             |
| 14:00 CET                         | Messi 32' (k.) | (1:0) | 89' (k.) Fernández | Camp Nou, Barcelona Widzów: 0 Sędzia: Juan Martínez Munuera |

| Primera División 124 lutego 2021 | FC Barcelona              | 3:0   | Elche CF |                                                           |
| 19:00 CET                        | Messi 48', 68' · Alba 73' | (0:0) |          | Camp Nou, Barcelona Widzów: 0 Sędzia: Isidro Díaz de Mera |

| Primera División 2527 lutego 2021 | Sevilla FC | 0:2   | FC Barcelona            |                                                                                        |
| 16:15 CET                         |            | (0:1) | 29' Dembélé · 85' Messi | Estadio Ramón Sánchez Pizjuán, Sewilla Widzów: 0 Sędzia: Alejandro Hernández Hernández |

| Copa del Rey 1/2 Finału 3 marca 2021 | FC Barcelona                                | 3:0 (pd.)       | Sevilla FC |                                                             |
| 21:00 CET                            | Dembélé 12' · Piqué 90+4' · Braithwaite 95' | (1:0, 2:0, 3:0) |            | Camp Nou, Barcelona Widzów: 0 Sędzia: José Sánchez Martínez |

| Primera División 266 marca 2021 | CA Osasuna | 0:2   | FC Barcelona          |                                                                          |
| 21:00 CET                       |            | (0:1) | 30' Alba · 83' Moriba | Estadio El Sadar, Pampeluna Widzów: 0 Sędzia: Guillermo Cuadra Fernández |

| Liga Mistrzów 1/8 Finału 10 marca 2021 | Paris Saint-Germain | 1:1   | FC Barcelona |                                                          |
| 21:00 CET                              | Mbappé 31' (k.)     | (1:1) | 37' Messi    | Parc des Princes, Paryż Widzów: 0 Sędzia: Anthony Taylor |

| Primera División 2715 marca 2021 | FC Barcelona                                  | 4:1   | SD Huesca      |                                                           |
| 21:00 CET                        | Messi 13', 90' · Griezmann 35' · Mingueza 53' | (2:1) | 45+4' (k.) Mir | Camp Nou, Barcelona Widzów: 0 Sędzia: Adrián Cordero Vega |

| Primera División 2821 marca 2021 | Real Sociedad   | 1:6   | FC Barcelona                                                 |                                                                      |
| 21:00 CET                        | Barrenetxea 77' | (0:2) | 37' Griezmann · 43', 53' Dest · 56', 89' Messi · 71' Dembélé | Estadio Anoeta, San Sebastián Widzów: 0 Sędzia: José Munuera Montero |

| Primera División 295 kwietnia 2021 | FC Barcelona | 1:0   | Real Valladolid |                                                            |
| 21:00 CET                          | Dembélé 90'  | (0:0) |                 | Camp Nou, Barcelona Widzów: 0 Sędzia: Santiago Jaime Latre |

| Primera División 3010 kwietnia 2021 | Real Madryt             | 2:1   | FC Barcelona |                                                                        |
| 21:00 CET                           | Benzema 13' · Kroos 28' | (2:0) | 60' Mingueza | Estadio Alfredo Di Stéfano, Madryt Widzów: 0 Sędzia: Jesús Gil Manzano |

| Copa del Rey Finał 17 kwietnia 2021 | Athletic Bilbao | 0:4   | FC Barcelona                                 |                                                                     |
| 21:30 CET                           |                 | (0:0) | 60' Griezmann · 63' De Jong · 68', 72' Messi | Estadio La Cartuja, Sewilla Widzów: 0 Sędzia: Juan Martínez Munuera |

| Primera División 3122 kwietnia 2021 | FC Barcelona                                                          | 5:2   | Getafe CF                          |                                                              |
| 22:00 CET                           | Messi 8', 33' · Chakla 28' (sam.) · Araújo 87' · Griezmann 90+3' (k.) | (3:1) | 12' (sam.) Lenglet · 69' (k.) Ünal | Camp Nou, Barcelona Widzów: 0 Sędzia: Jorge Figueroa Vázquez |

| Primera División 3225 kwietnia 2021 | Villarreal CF | 1:2   | FC Barcelona       |                                                                             |
| 16:15 CET                           | Chukwueze 26' | (1:2) | 28', 35' Griezmann | Estadio de la Cerámica, Vila-real Widzów: 0 Sędzia: Carlos del Cerro Grande |

| Primera División 3329 kwietnia 2021 | FC Barcelona | 1:2   | Granada CF              |                                                              |
| 19:00 CET                           | Messi 23'    | (1:0) | 63' Machís · 79' Molina | Camp Nou, Barcelona Widzów: 0 Sędzia: Pablo González Fuertes |

| Primera División 342 maja 2021 | Valencia CF              | 2:3   | FC Barcelona                   |                                                                    |
| 21:00 CET                      | Paulista 50' · Soler 83' | (0:0) | 57', 69' Messi · 63' Griezmann | Estadio Mestalla, Walencja Widzów: 0 Sędzia: José Sánchez Martínez |

| Primera División 358 maja 2021 | FC Barcelona | 0:0   | Atlético Madryt |                                                           |
| 16:15 CET                      |              | (0:0) |                 | Camp Nou, Barcelona Widzów: 0 Sędzia: Antonio Mateu Lahoz |

| Primera División 3611 maja 2021 | Levante UD                          | 3:3   | FC Barcelona                        |                                                                             |
| 22:00 CET                       | Melero 57' · Morales 59' · León 83' | (0:2) | 25' Messi · 34' Pedri · 64' Dembélé | Estadio Ciudad de Valencia, Walencja Widzów: 0 Sędzia: José Munuera Montero |

| Primera División 3716 maja 2021 | FC Barcelona | 1:2   | Celta Vigo    |                                                                    |
| 18:30 CET                       | Messi 28'    | (1:1) | 38', 89' Mina | Camp Nou, Barcelona Widzów: 0 Sędzia: Ricardo de Burgos Bengoetxea |

| Primera División 3822 maja 2021 | SD Eibar | 0:1   | FC Barcelona  |                                                                 |
| 18:00 CET                       |          | (0:0) | 81' Griezmann | Estadio de Ipurua, Eibar Widzów: 0 Sędzia: Santiago Jaime Latre |

## Bilans meczów oficjalnych

### Statystyki meczów
| Rozgrywki          | Mecze | Wygrane | Remisy | Przegrane | Bramki strzelone | Bramki stracone |
| ------------------ | ----- | ------- | ------ | --------- | ---------------- | --------------- |
| Primera División   | 38    | 24      | 7      | 7         | 85               | 38              |
| Copa del Rey       | 6     | 5       | 0      | 1         | 16               | 6               |
| Liga Mistrzów UEFA | 8     | 5       | 1      | 2         | 18               | 10              |
| Supercopa España   | 2     | 1       | 0      | 1         | 3                | 4               |
| Suma               | 54    | 35      | 8      | 11        | 122              | 58              |

Źródło:

### Bilans meczów przeciwko klubom
| Klub                | Mecze | Wygrane | Remisy | Przegrane | Bramki strzelone | Bramki stracone |
| ------------------- | ----- | ------- | ------ | --------- | ---------------- | --------------- |
| Athletic Bilbao     | 4     | 3       | 0      | 1         | 11               | 6               |
| Sevilla FC          | 4     | 2       | 1      | 1         | 6                | 3               |
| Real Sociedad       | 3     | 3       | 0      | 0         | 9                | 3               |
| Granada CF          | 3     | 2       | 0      | 1         | 10               | 5               |
| Ferencvárosi TC     | 2     | 2       | 0      | 0         | 8                | 1               |
| CA Osasuna          | 2     | 2       | 0      | 0         | 6                | 0               |
| Dynamo Kijów        | 2     | 2       | 0      | 0         | 6                | 1               |
| Villarreal CF       | 2     | 2       | 0      | 0         | 6                | 1               |
| Elche CF            | 2     | 2       | 0      | 0         | 5                | 0               |
| Real Betis          | 2     | 2       | 0      | 0         | 8                | 4               |
| Deportivo Alavés    | 2     | 1       | 1      | 0         | 6                | 2               |
| SD Huesca           | 2     | 2       | 0      | 0         | 5                | 1               |
| Real Valladolid     | 2     | 2       | 0      | 0         | 4                | 0               |
| Valencia CF         | 2     | 1       | 1      | 0         | 5                | 4               |
| Levante UD          | 2     | 1       | 1      | 0         | 4                | 3               |
| SD Eibar            | 2     | 1       | 1      | 0         | 2                | 1               |
| Getafe CF           | 2     | 1       | 0      | 1         | 5                | 3               |
| Celta Vigo          | 2     | 1       | 0      | 1         | 4                | 2               |
| Juventus            | 2     | 1       | 0      | 1         | 2                | 3               |
| Cádiz CF            | 2     | 0       | 1      | 1         | 2                | 3               |
| Atlético Madryt     | 2     | 0       | 1      | 1         | 0                | 1               |
| Paris Saint-Germain | 2     | 0       | 1      | 1         | 2                | 5               |
| Real Madryt         | 2     | 0       | 0      | 2         | 2                | 5               |
| UE Cornellà         | 1     | 1       | 0      | 0         | 2                | 0               |
| Rayo Vallecano      | 1     | 1       | 0      | 0         | 2                | 1               |

### Bilans meczów przeciwko trenerom
| Trener                 | Klub                | Mecze | Wygrane | Remisy | Przegrane | Bramki strzelone | Bramki stracone |
| ---------------------- | ------------------- | ----- | ------- | ------ | --------- | ---------------- | --------------- |
| Marcelino García Toral | Athletic Bilbao     | 4     | 3       | 0      | 1         | 11               | 6               |
| Julen Lopetegui        | Sevilla FC          | 4     | 2       | 1      | 1         | 6                | 3               |
| Imanol Alguacil        | Real Sociedad       | 3     | 3       | 0      | 0         | 9                | 3               |
| Diego Martínez         | Granada CF          | 3     | 2       | 0      | 1         | 10               | 5               |
| Serhij Rebrow          | Ferencvárosi TC     | 2     | 2       | 0      | 0         | 8                | 1               |
| Jagoba Arrasate        | CA Osasuna          | 2     | 2       | 0      | 0         | 6                | 0               |
| Mircea Lucescu         | Dynamo Kijów        | 2     | 2       | 0      | 0         | 6                | 1               |
| Unai Emery             | Villarreal CF       | 2     | 2       | 0      | 0         | 6                | 1               |
| Manuel Pellegrini      | Real Betis          | 2     | 2       | 0      | 0         | 8                | 4               |
| Sergio González        | Real Valladolid     | 2     | 2       | 0      | 0         | 4                | 0               |
| Javi Gracia            | Valencia CF         | 2     | 1       | 1      | 0         | 5                | 4               |
| Paco López             | Levante UD          | 2     | 1       | 1      | 0         | 4                | 3               |
| José Luis Mendilibar   | SD Eibar            | 2     | 1       | 1      | 0         | 2                | 1               |
| José Bordalás          | Getafe CF           | 2     | 1       | 0      | 1         | 5                | 3               |
| Andrea Pirlo           | Juventus            | 2     | 1       | 0      | 1         | 2                | 3               |
| Álvaro Cervera         | Cádiz CF            | 2     | 0       | 1      | 1         | 2                | 3               |
| Diego Simeone          | Atlético Madryt     | 2     | 0       | 1      | 1         | 0                | 1               |
| Mauricio Pochettino    | Paris Saint-Germain | 2     | 0       | 1      | 1         | 2                | 5               |
| Zinédine Zidane        | Real Madryt         | 2     | 0       | 0      | 2         | 2                | 5               |
| Abelardo               | Deportivo Alavés    | 1     | 1       | 0      | 0         | 5                | 1               |
| Pacheta                | SD Huesca           | 1     | 1       | 0      | 0         | 4                | 1               |
| Óscar García           | Celta Vigo          | 1     | 1       | 0      | 0         | 3                | 0               |
| Fran Escribá           | Elche CF            | 1     | 1       | 0      | 0         | 3                | 0               |
| Guillermo Fernández    | UE Cornellà         | 1     | 1       | 0      | 0         | 2                | 0               |
| Jorge Almirón          | Elche CF            | 1     | 1       | 0      | 0         | 2                | 0               |
| Andoni Iraola          | Rayo Vallecano      | 1     | 1       | 0      | 0         | 2                | 1               |
| Míchel                 | SD Huesca           | 1     | 1       | 0      | 0         | 1                | 0               |
| Pablo Machín           | Deportivo Alavés    | 1     | 0       | 1      | 0         | 1                | 1               |
| Eduardo Coudet         | Celta Vigo          | 1     | 0       | 0      | 1         | 1                | 2               |

## Statystyki piłkarzy w oficjalnych meczach

### Statystyki występów i goli
| Piłkarz                 | Primera División | Primera División | Copa del Rey | Copa del Rey | Liga Mistrzów UEFA | Liga Mistrzów UEFA | Supercopa España | Supercopa España | Suma  | Suma   |
| Piłkarz                 | Mecze            | Bramki           | Mecze        | Bramki       | Mecze              | Bramki             | Mecze            | Bramki           | Mecze | Bramki |
| ----------------------- | ---------------- | ---------------- | ------------ | ------------ | ------------------ | ------------------ | ---------------- | ---------------- | ----- | ------ |
| Marc-André ter Stegen   | 31               | 0                | 4            | 0            | 5                  | 0                  | 2                | 0                | 42    | 0      |
| Sergiño Dest            | 30               | 2                | 3            | 0            | 7                  | 1                  | 1                | 0                | 41    | 3      |
| Gerard Piqué            | 18               | 0                | 2            | 1            | 3                  | 1                  | 0                | 0                | 23    | 2      |
| Ronald Araújo           | 24               | 2                | 4            | 0            | 3                  | 0                  | 2                | 0                | 33    | 2      |
| Sergio Busquets         | 36               | 0                | 6            | 0            | 6                  | 0                  | 2                | 0                | 50    | 0      |
| Carles Aleñá (X)        | 2                | 0                | 0            | 0            | 3                  | 0                  | 0                | 0                | 5     | 0      |
| Antoine Griezmann       | 36               | 13               | 6            | 3            | 7                  | 2                  | 2                | 2                | 51    | 20     |
| Miralem Pjanić          | 19               | 0                | 1            | 0            | 8                  | 0                  | 2                | 0                | 30    | 0      |
| Martin Braithwaite      | 29               | 2                | 5            | 2            | 6                  | 3                  | 2                | 0                | 42    | 7      |
| Lionel Messi            | 35               | 30               | 5            | 3            | 6                  | 5                  | 1                | 0                | 47    | 38     |
| Ousmane Dembélé         | 30               | 6                | 6            | 2            | 6                  | 3                  | 2                | 0                | 44    | 11     |
| Riqui Puig              | 14               | 1                | 4            | 0            | 4                  | 0                  | 2                | 0                | 24    | 1      |
| Neto                    | 7                | 0                | 2            | 0            | 3                  | 0                  | 0                | 0                | 12    | 0      |
| Philippe Coutinho       | 12               | 2                | 0            | 0            | 2                  | 1                  | 0                | 0                | 14    | 3      |
| Clément Lenglet         | 33               | 1                | 5            | 0            | 8                  | 0                  | 2                | 0                | 48    | 1      |
| Pedri                   | 37               | 3                | 6            | 0            | 7                  | 1                  | 2                | 0                | 52    | 4      |
| Francisco Trincão       | 28               | 3                | 5            | 0            | 7                  | 0                  | 2                | 0                | 42    | 3      |
| Jordi Alba              | 35               | 3                | 5            | 2            | 7                  | 0                  | 2                | 0                | 49    | 5      |
| Matheus Fernandes       | 0                | 0                | 0            | 0            | 1                  | 0                  | 0                | 0                | 1     | 0      |
| Sergi Roberto           | 15               | 1                | 2            | 0            | 3                  | 0                  | 0                | 0                | 20    | 1      |
| Frenkie de Jong         | 37               | 3                | 5            | 3            | 7                  | 0                  | 2                | 1                | 51    | 7      |
| Ansu Fati               | 7                | 4                | 0            | 0            | 3                  | 1                  | 0                | 0                | 10    | 5      |
| Samuel Umtiti           | 13               | 0                | 2            | 0            | 1                  | 0                  | 0                | 0                | 16    | 0      |
| Junior Firpo            | 7                | 1                | 4            | 0            | 6                  | 0                  | 1                | 0                | 18    | 1      |
| Ilaix Moriba (R)        | 14               | 1                | 3            | 0            | 1                  | 0                  | 0                | 0                | 18    | 1      |
| Óscar Mingueza (R)      | 27               | 2                | 5            | 0            | 5                  | 0                  | 2                | 0                | 39    | 2      |
| Konrad de la Fuente (R) | 0                | 0                | 1            | 0            | 2                  | 0                  | 0                | 0                | 3     | 0      |

Źródło:
(X) – piłkarze, którzy odeszli z klubu w trakcie sezonu lub piłkarze, którzy nie zostali zgłoszeni do rozgrywek.
(R) – piłkarze, którzy nie są oficjalnie w pierwszej drużynie a jedynie są powoływani z drużyny rezerw.

### Najlepsi strzelcy
| lp. | Piłkarz            | Primera División | Copa del Rey | Liga Mistrzów UEFA | Supercopa España | Suma |
| --- | ------------------ | ---------------- | ------------ | ------------------ | ---------------- | ---- |
| 1.  | Lionel Messi       | 30               | 3            | 5                  | 0                | 38   |
| 2.  | Antoine Griezmann  | 13               | 3            | 2                  | 2                | 20   |
| 3.  | Ousmane Dembélé    | 6                | 2            | 3                  | 0                | 11   |
| 4.  | Martin Braithwaite | 2                | 2            | 3                  | 0                | 7    |
| 4.  | Frenkie de Jong    | 3                | 3            | 0                  | 1                | 7    |
| 6.  | Ansu Fati          | 4                | 0            | 1                  | 0                | 5    |
| 6.  | Jordi Alba         | 3                | 2            | 0                  | 0                | 5    |
| 8.  | Pedri              | 3                | 0            | 1                  | 0                | 4    |
| 9.  | Philippe Coutinho  | 2                | 0            | 1                  | 0                | 3    |
| 9.  | Francisco Trincão  | 3                | 0            | 0                  | 0                | 3    |
| 9.  | Sergiño Dest       | 2                | 0            | 1                  | 0                | 3    |
| 12. | Gerard Piqué       | 0                | 1            | 1                  | 0                | 2    |
| 12. | Óscar Mingueza (R) | 2                | 0            | 0                  | 0                | 2    |
| 12. | Ronald Araújo      | 2                | 0            | 0                  | 0                | 2    |
| 15. | Sergi Roberto      | 1                | 0            | 0                  | 0                | 1    |
| 15. | Clément Lenglet    | 1                | 0            | 0                  | 0                | 1    |
| 15. | Riqui Puig         | 1                | 0            | 0                  | 0                | 1    |
| 15. | Junior Firpo       | 1                | 0            | 0                  | 0                | 1    |
| 15. | Ilaix Moriba (R)   | 1                | 0            | 0                  | 0                | 1    |

## Tabele

### Primera División
| Lp. | Drużyna             | M  | Z  | R  | P  | Bramki | Bramki | Różn. | Pkt | Uwagi                                         |
| --- | ------------------- | -- | -- | -- | -- | ------ | ------ | ----- | --- | --------------------------------------------- |
| 1   | Atlético Madryt (M) | 38 | 26 | 8  | 4  | 67     | 25     | +42   | 86  | Liga Mistrzów UEFA • Faza grupowa             |
| 2   | Real Madryt         | 38 | 25 | 9  | 4  | 67     | 28     | +39   | 84  | Liga Mistrzów UEFA • Faza grupowa             |
| 3   | FC Barcelona        | 38 | 24 | 7  | 7  | 85     | 38     | +47   | 79  | Liga Mistrzów UEFA • Faza grupowa             |
| 4   | Sevilla FC          | 38 | 24 | 5  | 9  | 53     | 33     | +20   | 77  | Liga Mistrzów UEFA • Faza grupowa             |
| 5   | Real Sociedad       | 38 | 17 | 11 | 10 | 59     | 38     | +21   | 62  | Liga Europy UEFA • Faza grupowa               |
| 6   | Real Betis          | 38 | 17 | 10 | 11 | 50     | 50     | 0     | 61  | Liga Europy UEFA • Faza grupowa               |
| 7   | Villarreal CF       | 38 | 15 | 13 | 10 | 60     | 44     | +16   | 58  | Liga Konferencji Europy UEFA • Runda play-off |
| 8   | Celta Vigo          | 38 | 14 | 11 | 13 | 55     | 57     | −2    | 53  |                                               |
| 9   | Granada CF          | 38 | 13 | 7  | 18 | 47     | 65     | −18   | 46  |                                               |
| 10  | Athletic Bilbao     | 38 | 11 | 13 | 14 | 46     | 42     | +4    | 46  |                                               |
| 11  | CA Osasuna          | 38 | 11 | 11 | 16 | 37     | 48     | −11   | 44  |                                               |
| 12  | Cádiz CF            | 38 | 11 | 11 | 16 | 36     | 58     | −22   | 44  |                                               |
| 13  | Valencia CF         | 38 | 10 | 13 | 15 | 50     | 53     | −3    | 43  |                                               |
| 14  | Levante UD          | 38 | 9  | 14 | 15 | 46     | 57     | −11   | 41  |                                               |
| 15  | Getafe CF           | 38 | 9  | 11 | 18 | 28     | 43     | −15   | 38  |                                               |
| 16  | Deportivo Alavés    | 38 | 9  | 11 | 18 | 36     | 57     | −21   | 38  |                                               |
| 17  | Elche CF            | 38 | 8  | 12 | 18 | 34     | 55     | −21   | 36  |                                               |
| 18  | SD Huesca (S)       | 38 | 7  | 13 | 18 | 34     | 53     | −19   | 34  | Spadek do Segunda División                    |
| 19  | Real Valladolid (S) | 38 | 5  | 16 | 17 | 34     | 57     | −23   | 31  | Spadek do Segunda División                    |
| 20  | SD Eibar (S)        | 38 | 6  | 12 | 20 | 29     | 52     | −23   | 30  | Spadek do Segunda División                    |

### Copa del Rey
| Drużyna 1      | Wynik       | Drużyna 2    |
| -------------- | ----------- | ------------ |
| UE Cornellà    | 1:2 (dogr.) | FC Barcelona |
| Rayo Vallecano | 1:2         | FC Barcelona |
| Granada CF     | 3:5 (dogr.) | FC Barcelona |

| Drużyna 1                            | Wynik dwumeczu | Drużyna 2    | Pierwszy mecz | Drugi mecz  |
| ------------------------------------ | -------------- | ------------ | ------------- | ----------- |
| Sevilla FC                           | 2:3            | FC Barcelona | 2:0           | 0:3 (dogr.) |
| Po lewej gospodarz pierwszego meczu. |                |              |               |             |

Finał:
| 17 kwietnia 2021 21:30 CET | Athletic Bilbao | 0:4(0:0)Raport | FC Barcelona · 60' Griezmann · 63' De Jong · 68', 72' Messi | Estadio La Cartuja, Sewilla Widzów: 0 Sędzia: Juan Martínez Munuera |
|                            |                 |                |                                                             |                                                                     |

| Athletic Bilbao | FC Barcelona |

|                        | 1  | Unai Simón          |     |     |
|                        | 18 | Óscar de Marcos     |     |     |
|                        | 5  | Yeray Álvarez       |     | 67' |
|                        | 4  | Iñigo Martínez      |     |     |
|                        | 24 | Mikel Balenziaga    |     |     |
|                        | 12 | Alejandro Berenguer |     | 54' |
|                        | 14 | Dani García         | 39' |     |
|                        | 8  | Unai López          |     | 67' |
|                        | 10 | Iker Muniain (c)    |     | 46' |
|                        | 9  | Iñaki Williams      |     | 67' |
|                        | 22 | Raúl García         |     |     |
| Zmiany:                |    |                     |     |     |
|                        | 13 | Jokin Ezkieta       |     |     |
|                        | 3  | Unai Núñez          |     | 67' |
|                        | 15 | Iñigo Lekue         |     | 46' |
|                        | 17 | Yuri Berchiche      | 90' | 67' |
|                        | 21 | Ander Capa          |     |     |
|                        | 6  | Mikel Vesga         |     | 54' |
|                        | 27 | Unai Vencedor       |     |     |
|                        | 2  | Jon Morcillo        |     |     |
|                        | 20 | Asier Villalibre    |     | 67' |
| Trener:                |    |                     |     |     |
| Marcelino García Toral |    |                     |     |     |

|               | 1  | Marc-André ter Stegen |  |     |
|               | 28 | Óscar Mingueza        |  | 87' |
|               | 3  | Gerard Piqué          |  | 82' |
|               | 15 | Clément Lenglet       |  |     |
|               | 5  | Sergio Busquets       |  |     |
|               | 2  | Sergiño Dest          |  | 74' |
|               | 21 | Frenkie de Jong       |  |     |
|               | 16 | Pedri                 |  | 81' |
|               | 18 | Jordi Alba            |  |     |
|               | 10 | Lionel Messi (c)      |  |     |
|               | 7  | Antoine Griezmann     |  | 88' |
| Zmiany:       |    |                       |  |     |
|               | 26 | Iñaki Peña            |  |     |
|               | 36 | Arnau Tenas           |  |     |
|               | 4  | Ronald Araújo         |  | 82' |
|               | 20 | Sergi Roberto         |  | 74' |
|               | 23 | Samuel Umtiti         |  |     |
|               | 27 | Ilaix Moriba          |  | 81' |
|               | 9  | Martin Braithwaite    |  | 87' |
|               | 11 | Ousmane Dembélé       |  | 88' |
|               | 17 | Francisco Trincão     |  |     |
| Trener:       |    |                       |  |     |
| Ronald Koeman |    |                       |  |     |

### Liga Mistrzów UEFA
Grupa G:
| Lp. | Drużyna           | M | Z | R | P | Bramki | Bramki | +/– | Pkt |
| --- | ----------------- | - | - | - | - | ------ | ------ | --- | --- |
| 1   | Juventus (A)      | 6 | 5 | 0 | 1 | 14     | 4      | +10 | 15  |
| 2   | FC Barcelona (A)  | 6 | 5 | 0 | 1 | 16     | 5      | +11 | 15  |
| 3   | Dynamo Kijów (LE) | 6 | 1 | 1 | 4 | 4      | 13     | −9  | 4   |
| 4   | Ferencvárosi TC   | 6 | 0 | 1 | 5 | 5      | 17     | −12 | 1   |

|                 | JUV | BAR | DKV | FER |
| --------------- | --- | --- | --- | --- |
| Juventus        | –   | 0:2 | 3:0 | 2:1 |
| FC Barcelona    | 0:3 | –   | 2:1 | 5:1 |
| Dynamo Kijów    | 0:2 | 0:4 | –   | 1:0 |
| Ferencvárosi TC | 1:4 | 0:3 | 2:2 | –   |

Faza pucharowa:
| Drużyna 1                            | Wynik dwumeczu | Drużyna 2           | Pierwszy mecz | Drugi mecz |
| ------------------------------------ | -------------- | ------------------- | ------------- | ---------- |
| FC Barcelona                         | 2:5            | Paris Saint-Germain | 1:4           | 1:1        |
| Po lewej gospodarz pierwszego meczu. |                |                     |               |            |